# Симулидотоксикоз

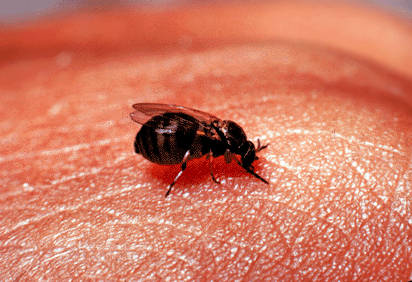
Мошка

Симулидотоксикоз (Simuliidotoxicosis; Simuliidosis) — токсико-аллергическое заболевание человека и животных, вызываемое укусами мошек, характеризуется зудом, появлением папул, развитием отёка, гиперемией, тахикардией.
Мошки (Simuliidae, отряд Diptera) — мелкие кровососущие насекомые размером от 1,5 до 6 мм, населяют все континенты, кроме Антарктиды. Мошки обитают всюду, где есть водоёмы с проточной водой.
Мошки являются одним из компонентов гнуса, нападают на людей и сельскохозяйственных животных. Нападают мошки в светлое время, в северных широтах в период полярного дня — круглосуточно (иногда до нескольких тысяч особей на одного человека одновременно). При нападении мошка выкусывает плоть, в то время как комары только лишь прокусывают её.
Слюна мошек содержит сильный гемолитический яд, который, попадая в ранку при укусе, может вызывать тяжёлую аллергическую реакцию. Болезнь начинается резким зудом, жжением, внутрикожным кровоизлиянием, затем отёком и покраснением. Через 3-5 часов после укуса появляются симптомы общей интоксикации: температура повышается до 38-39 градусов, начинаются озноб, слабость, боль в мышцах и суставах, головные боли. Болезнь может осложниться аллергическим шоком. Через 5-8 часов в зависимости от количества укусов и индивидуальной чувствительности воспаляются лимфоузлы. Такое состояние может продолжаться до 2 недель. Иногда проводится госпитализации людей вследствие укусов и интоксикации слюной мошек. Может наступить смерть.
Для защиты от мошек применяют одежду с затяжками на рукавах и вороте. Для защиты головы —  накомарник. Одежду и накомарник желательно обработать инсектицидом.
Кроме того, мошки заползают в уши, глаза, нос, рот (см. Живые инородные тела).